# Хавана (Илиноис)
Хавана (енгл. Havana) град је у америчкој савезној држави Илиноис. По попису становништва из 2010. у њему је живело 3.301 становника.

## Демографија
Према попису становништва из 2010. у граду је живело 3.301 становника, што је 276 (7,7%) становника мање него 2000. године.
| Група             | 2000.         | 2010.         |
| Белци             | 3.507 (98,0%) | 3.223 (97,6%) |
| Афроамериканци    | 5 (0,1%)      | 21 (0,6%)     |
| Азијати           | 19 (0,5%)     | 10 (0,3%)     |
| Хиспаноамериканци | 21 (0,6%)     | 15 (0,5%)     |
| Укупно            | 3.577         | 3.301         |